# Eurithia heilongjiana
Eurithia heilongjiana är en tvåvingeart som beskrevs av Chao och Shi 1981. Eurithia heilongjiana ingår i släktet Eurithia och familjen parasitflugor. Inga underarter finns listade i Catalogue of Life.